# Espejoa
Espejoa é um género botânico pertencente à família Asteraceae.